# Otto Eerelman
Otto Eerelman (født 23. marts 1839 i Groningen, død 3. oktober 1926 i Groningen) var en hollandsk maler. Han er bedst kendt for sine skildringer af hunde og heste. Han var tillige hofmaler udførte flere portrætter af Wilhelmina, som prinsesse og dronning.

## Liv og gerning
Han viste en tidlig evner for kunst og, imod sine forældres ønsker, blev han indskrevet på Academie Minerva i 1860, hvor han studerede med J.H. Egenberger. Efter endt uddannelse tilbragte han endnu et år på Det kongelige Akademi for fine Kunster i Antwerpen. Senere tog han privatundervisning i studierne af Lawrence Alma-Tadema.
Efter et kort ophold i Paris, vendte han tilbage til Groningen og arbejdede som lærer på akademiet fra 1867 til 1874. [2] Han flyttede til Bruxelles dette år for at etablere sig som maler, men af ukendte årsager flyttede han til Haag i 1875, hvor han boede indtil 1902. Det var på denne tid, at han fungerede som hofmaler, og mange af hans værker kan stadig ses i Het Loo.
I 1898 blev en illustreret album kaldet "Paardenrassen" (Hestevæddeløb) offentliggjort, indeholdende 40 litografier af Eerelmans malerier af Richard Schoenbeck (1840-1919). Det medtog dronning Wilhelminas favorit hest, "Woyko", og viste sig at være meget populære. Senere blev en kommenteret samling af hans værker oversat til engelsk af Clara Bell under titlen "heste og hunde". Hans mest kendte maleri, "De paardenkeuring op de Grote Markt op de 28ste augustus" skildrer en årlig fest (gengivende heste) afholdt til minde om ophævelsen af belejringen af Groningen.
Af helbredsmæssige årsager ("reumatiske neuralgi") opholdt han sig fem år i Arnhem, der efter vendte han tilbage til Groningen i 1907. I en alder af firs blev han gjort en ridder, og en gade i Groningen blev opkaldt efter ham. Det blev sagt, at man kunne sige, om besøgende på Louvre var fra Groningen, fordi de ville spørge efter Eerelmans værker. Han blev dog efterhånden glemt i anden halvdel af det 20. århundrede. Det er først for nylig, at interessen for hans værker er blevet genoplivet. Fra april til august 2015 blev en stor retrospektiv udstilling afholdt på museet Nienoord i Leek.